# فوج المناوشين التونسيين الرابع
 فوج المناوشون التونسيون الرابع  (بالفرنسية: 4e Régiment de Tirailleurs Tunisiens، 4e RTT) هو أحد أفواج المشاة التابع لجيش إفريقيا، جزء من الجيش الفرنسي.
نشط بين عامي 1884 و 1956، كان الفوج أحد أكثر الأفوج تكريما في الجيش الفرنسي. كان للفوج سجل مميز خلال الحرب العالمية الأولى، حيث تم الاستشهاد به ست مرات. وقد تم تزيينها جوقة الشرف خلال الحرب العالمية الثانية، كجزء من فرقة المشاة الجزائرية الثالثة (3e DIA). خلال الحملة الإيطالية، خدمت مع فيلق المشاة الفرنسي بقيادة الجنرال ألفونس جوين، وتم الاستشهاد بها أربع مرات بأوامر من القوات المسلحة.

## تاريخ

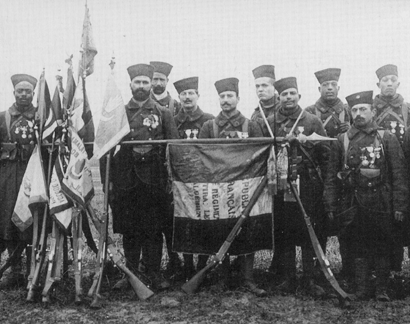
ألوان فوج RTT4e سنة 1917 ^{}

منذ تأسيسها، أعطيت أفواج المناوشون الجزائرية والتونسية ترقيما تسلسليا (1 مناوشون، 2 إلخ.). ولعل هذا يعكس حقيقة أن مناطق التجنيد كانت في السابق جزءا من الأراضي الخاضعة للوصاية العثمانية التي يديرها داي الجزائر وباي تونس. في كثير من الأحيان استمدت هذه الأفواج من الجنود عاملين بالفعل تحت الإمبراطورية العثمانية. قد يعود أصل الاسم المستعار الشهير «تركوس» الممنوح لهذه الوحدات إلى هذا. وفقا لمصادر أخرى، اكتسب المناوشون هذا التصنيف خلال حرب القرم عندما تم إخطاء المشاة الجزائريون في قوة المشاة الفرنسية في بعض الأحيان لحلفائهم الأتراك.
1. ↑  Grand Larousse encyclopédique, vol. 10, éd. Librairie Larousse, Paris, 1964, p.345

أنشئت في 14 ديسمبر 1884، تحت اسم المناوشون الرابعون، كانت الوحدة مكونة من جنود تونسيين وضباط فرنسيين. كان ضباط الصف تونسيين وفرنسيين. مع إضافة بعض المتطوعين الفرنسيين كـجنود، كان العنصر غير التونسي في الفوج يشكل في النهاية ما بين 20 ٪ و 30 ٪ من إجمالي القوة. في عام 1899 كان لدى الوحدة ست كتائب مكونة من 600 رجل لكل منها.
في أكتوبر 1900، تم إرسال الكتيبة الأولى إلى تونكين، وفي عامي 1907 و 1908، انخرطت الكتيبتان 2 و 4 في حملة المغرب مع عودة الكتيبة 3 إلى الشاوية ورديغة من قبل الفوج 4. من أكتوبر 1911 إلى سبتمبر 1912، انخرطت ستة من الكتائب الإثني عشر من الفوج 4 في القتال في المحمية الفرنسية. في رسالة موجهة إلى باي تونس، في 22 أبريل 1911، أكد السفير الفرنسي في المغرب على «شجاعتهم وانضباطهم والتزامهم [...] قبل كل شيء».

### الحرب العالمية الأولى
خلال الحرب العالمية الأولى، حشدت فرنسا 62461 مناوشون وصبايحية مسلمين في تونس، إلى جانب 9000 جندي فرنسي و 24442 عاملا استعماريا أصليا، بلغ عددهم الإجمالي 86903 رجلا. اشتبك هؤلاء الجنود التونسيون لأول مرة في 23 أغسطس 1914 في بلجيكا، وخضعوا لخدمة مكثفة في حرب الخنادق بالحرب العالمية الأولى.

#### 1914
في 2 أغسطس 1914، تم تشكيل فوج المسيرة 4 في تونس. كان فوج المسيرة يتألف في البداية من الكتيبتين 6 و 1 من الفوج 4.
في 29 أكتوبر 1914، استلم فوج المسيرة 4 الكتيبة 5 من فوج المناوشون في الفرقة المغربية. في البداية تم إلحاقها بفرقة المشاة 38 ((بالفرنسية: 38e DI))، انتقلت الفوج 4 إلى الفرقة المغربية في 24 نوفمبر 1914، مع جانب فوج مسيرة الفيلق الأجنبي، فوج المناوشون الجزائري 7 وكذلك فوج الزواف 8. في 4 أغسطس 1918، انضم الفوج إلى الفرقة المغربية 2

#### 1915
- 25 سبتمبر-6 أكتوبر: معركة شامبانيا الثانية

#### 1917
أداء المناوشون التونسيون في طريق السيدات 38 ((بالفرنسية: fr:Chemin Des dames)) في فردان 1917 ، حصل الفوج على وسام صليب الحرب ووسام جوقة الشرف. بالإضافة إلى ذلك، تم منح ستة استشهادات جماعية للفوج وسبعة للكتائب الفردية. شاركت مفرزة من الفوج 4 في موكب النصر في 14 يوليو 1919.
قتل ما مجموعه 16509 جنديا تونسيا في الخدمة الفرنسية في الحرب العالمية الأولى من إجمالي عدد القتلى الجزائري والمغربي والتونسي بين 28000 و 36000. مصدر آخر يضع الخسائر التونسية في 10,500 من أصل 63,000.

#### 1918
بعد  هدنة 1918 ، أعيد نشر الكتائب التونسية في مسارح العمليات الأخرى: المغرب، جنوب تونس، الدردنيل، وحملات بلاد الشام، بين عامي 1925-1926.

### الحرب العالمية الثانية

#### معركة فرنسا (1939-1940)
في 16 يونيو 1940، بينما كان الفوج يعرف باسم RTT4 من فرقة المشاة الأفريقية 84، قتل 63 جنديا في أبليس. توجد لوحة تذكارية تكرم فوج المناوشون التونسي 4. وكان من بين القتلى الجندي محمد عمار الهذيلي بن سالم بن حاج، الذي نقل جثمانه في تشرين الثاني / نوفمبر 1945 إلى نصب تذكاري من فرنسا المقاتلة (موموريال دي لا فرانس كومباتانت) في مونت فاليريان.

#### الحملة التونسية (1943)
خلال حملة تونس، مجهزا بالمواد من كل المصادر المتاحة، قاتل الفوج إلى جانب الوحدات الفرنسية والأمريكية والبريطانية.

#### الحملة الإيطالية (1943-1944)
في عام 1944، خلال الحملة الإيطالية، كان 4 بقيادة العقيد جاك رو ثم العقيد جيلبود. فوج جنبا إلى جنب مع فوج المناوشون الجزائري 3 وفوج المناوشون الجزائري7 ، شكلت المشاة من فرقة المشاة الجزائرية 3 بقيادة الجنرال جوزيف دي غويسلارد دي منسابيرت في فيلق المشاة الفرنسي. قاتل الفوج في منطقة مونتيكاسينو؛ النجاح في الوصول إلى خط جوستاف والإستيلاء عل بلفيدار. خلال هذا القتال الذي استمر من 25 يناير إلى 4 فبراير 1944، كانت الخسائر فادحة: قتل أو جرح نصف عناصر الفوج وثلاثة أرباع ضباطه، بما في ذلك العقيد جاك رو (207 قتيل، 75 مفقود، 1090 جريح). وفقا إلى شارل ديغول، خلال قتال بلفيدار: «حقق فوج المناوشون التونسيون 4 أحد أكثر النجاحات الرائعة في مساعي الأسلحة على حساب خسائر فادحة هائلة.»

#### حملة فرنسا (1944-1945)
بعد بلفيدار، بينما مضعفت، أعيد تشكيل الفوج وشارك في النزول في بروفانس في أغسطس 1944، المعارك الحاسمة الأخرى، في دوبس، الفوج (لا سيما خلال معارك هوهنيك)، في الألزاس ثم ألمانيا. وفقا لذلك، كان أحمد العابد أول جندي من الجيش الفرنسي يخترق ألمانيا في عام 1945: وصل إلى المياه المثلجة لنهر لوتر مع بضع عشرات من المقاتلين واعتقل، 14 مارس، في قرية شيبينهاردت.

### الضحايا
من 10 يناير 1944 إلى 24 أبريل 1945، عانى الفوج 4 من فقدان 1009 رجال (575 في إيطاليا، و 342 في فرنسا، و 92 في ألمانيا)، واختفى 879 وجرح 4053. من 26000 تونسي شاركوا في القتال، فقد 1700 في نهاية الحرب مع إعلان اختفاء 450.

### حرب الهند الصينية
تم إعادة تشكيل الفوج 4 في 1 فبراير 1949. تم إرسال الكتيبتين 2 و 3 من الفوج أولا إلى كمبوديا ثم إلى جنوب فيتنام، حيث خدموا حتى عام 1955.
1. ↑  Regards sur la France d'Afrique, éd. Plon, Paris, 1924, p.107
2. ↑  Charles de Gaulle, Mémoires de guerre. L'unité. 1942-1944, vol. II, éd. Plon, Paris, 1960, p.267

## 1956
مع انتهاء حرب الهند الصينية، تم حل وحدات المناوشين المختلفة المعنية أو إعادتها إلى بلدانها الأصلية. كانت تونس على وشك الاستقلال الذي أعلن في 20 مارس 1956. تم دمج بعض قدامى المحاربين من الفوج 4 في الجيش الوطني التونسي المنشأة حديثا إلى جانب قوات الوحدات المحلية الأخرى. فوج المناوشون التونسيون 4 استمر في الوجود حتى سبتمبر 1958 إلى أن تمت أعادة تعيينه إلى فرنسا. ثم أعيد تشكيل الفوج ليصبح فوج المناوشين 4، الذي تم نشره في الأراضي الجنوبية للجزائر في 18 سبتمبر 1958. وأصبح موظفوها الآن مزيجا من المجندين الفرنسيين والجزائريين وجنود نظاميين، إلى جانب بعض المتطوعين التونسيين الذين اختاروا الاستمرار في الخدمة الفرنسية

## بعد الحرب الجزائرية
تم حل فوج تيرايلور 4 في نهاية الحرب الجزائرية في عام 1962، جنبا إلى جنب مع معظم وحدات الجيش السابق لأفريقيا.
تم إعادة إنشاء فوج المناوشون 1 ((بالفرنسية: 1er Régiment de Tirailleurs, 1e RT)) في 21 مايو 1994. تحافظ الشركة 4 من الفوج الحديث على تقاليد فوج المناوشون التونسيون 4.

## تقاليد

### الشارة

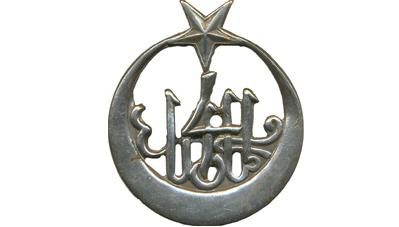
شارة فوج المناوشون التونسيون 4 (نموذج 2)
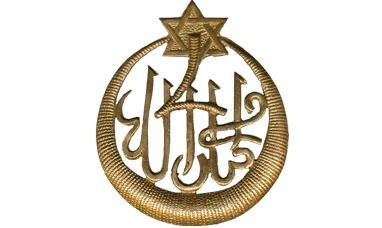
شارة فوج المناوشون التونسيون 4 (نموذج 3)
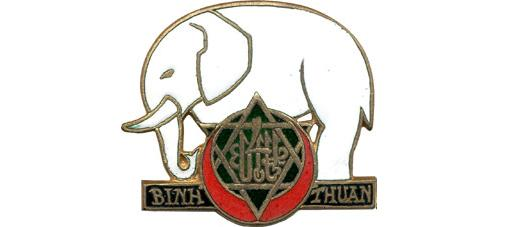
شارة كتيبة المسيرة التابعة لفوج المناوشون التونسيون 4

### ألوان الفوج

ألوان فوج المناوشون التونسيون 4

### الزينة

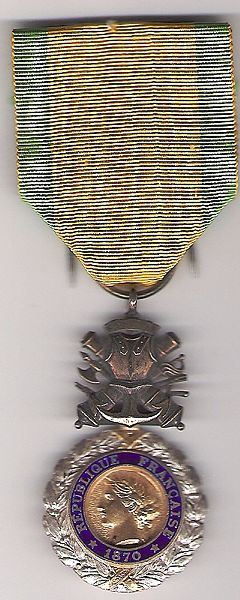
وسام عسكري
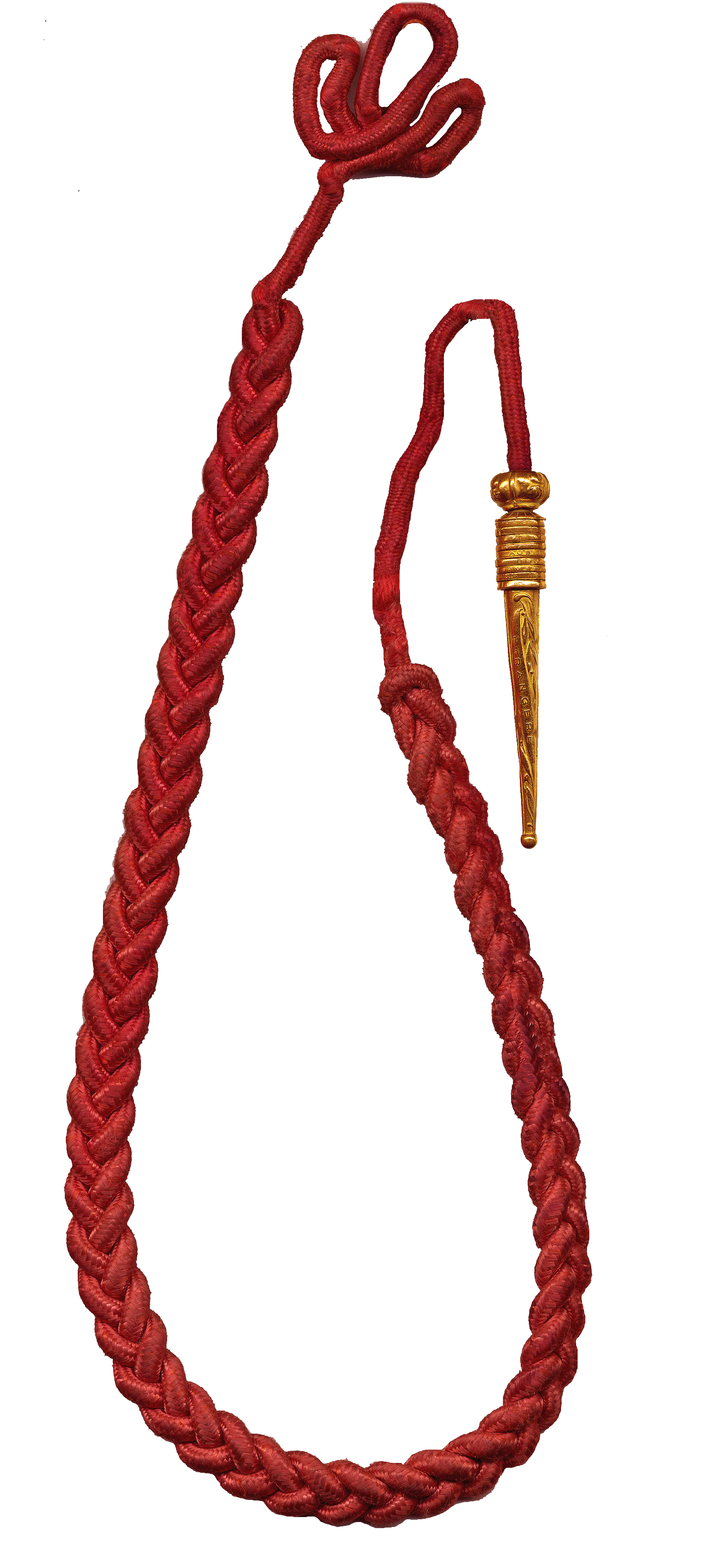
جديلة الكتف

تم تزيين ألوان الفوج المناوشون التونسيون 4 ب:
- وسام جوقة الشرف (1919)
- صليب الحرب 1914-1918 مع:
  - 6 نخلات ونجمة برونزية
- صليب الحرب 1939-1945 مع:
  - 4 نخلات
- صليب الحرب لمسارح العمليات الخارجية مع:
  - نخلة واحدة
- وسام ميريت شريفيان
- وسام نيشان افتخار

جديلة الكتف:
- ألوان الفوج 4، تم تزيينها بجديلة كتف ملونة بألوان جوقة الشرف، مع زيتونتين اثنتين: زيتونة مقطوعة بألوان جوقة الشرف وصليب الحرب 1914-1918 وزيتونة مقطوعة بألوان الوسام العسكري وصليب الحرب 1939-1945.

على غرار فوج المناوشين الجزائرين 7، الفوج ترتديه جميلة الكتف الحمراء

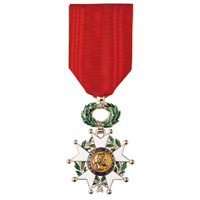
جوقة الشرف
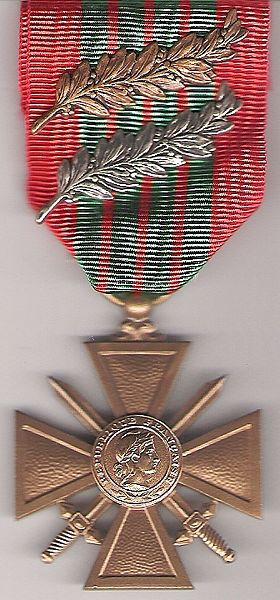
صليب الحرب 1939-1945
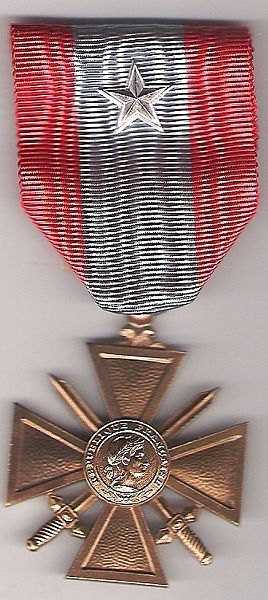
صليب حرب مسارح العمليات الخارجية
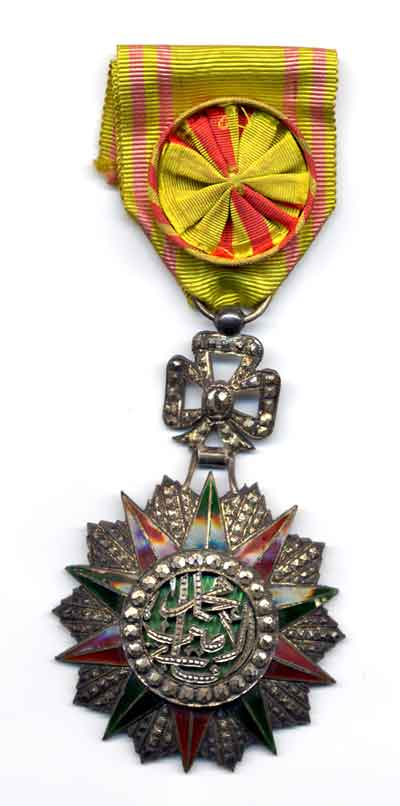
نيشان الإفتخار

- وسام عسكري
- جديلة الكتف

### الزي الرسمي

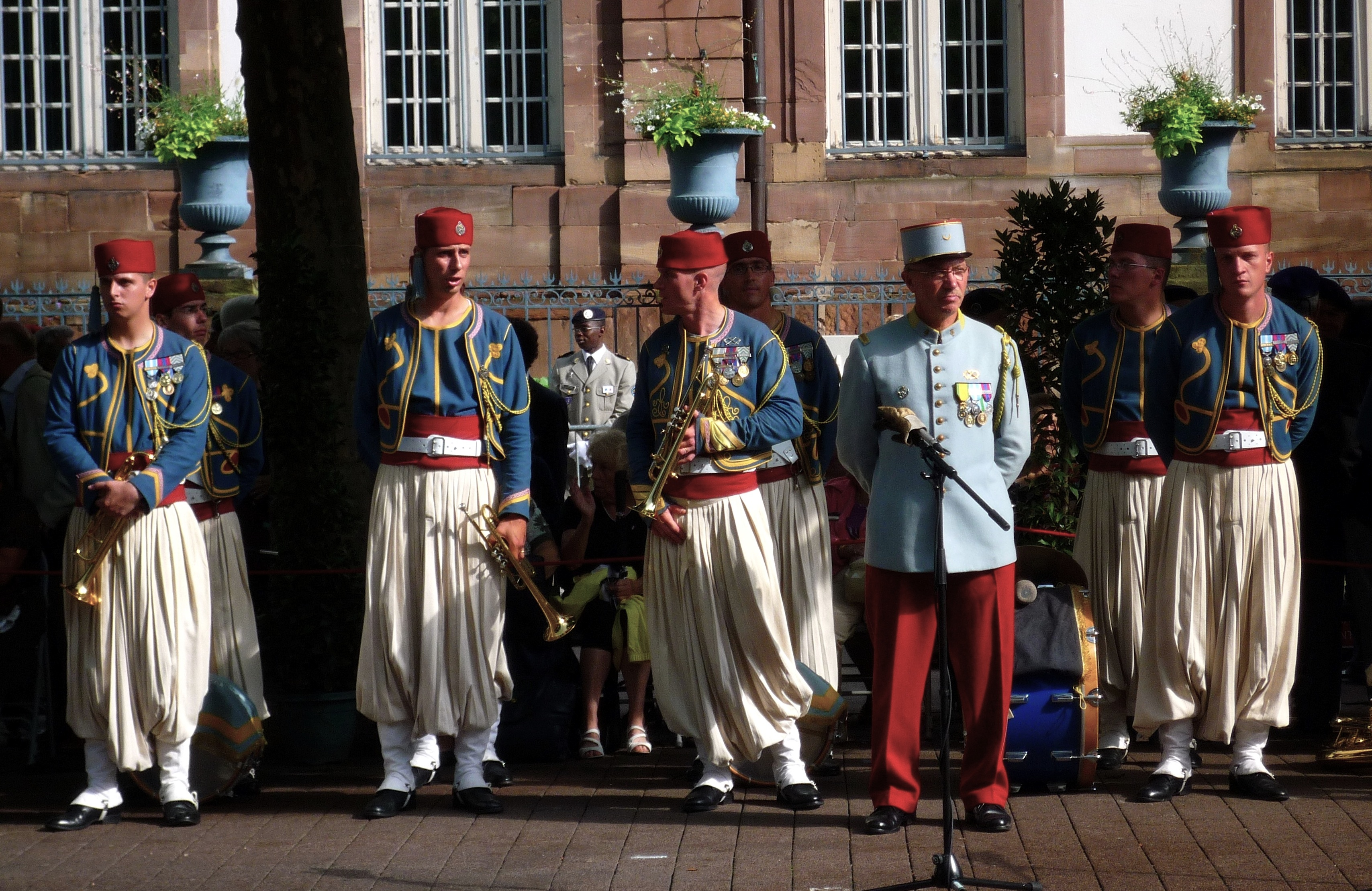
جنود من فوج المناوشين 1 الحديث من إبنال يرتدون نفس لباس فوج المناوشين التونسيين 4 من 1884 حتى 1956

منذ تأسيسها في عام 1884 حتى اندلاع الحرب العالمية الأولى في عام 1914، ارتدى المناوشون التونسيون 4 الزي الرسمي للمناوشين الجزائريين. السمة المميزة للفوج التونسي كانت «تومبو» زرقاء فاتحة (جيوب زائفة) على مقدمة «السترات» الزرقاء والصفراء (السترات القصيرة). كاملة مع شاشية الحمراء وزنانير الخصر، أعيد تقديم هذه الملابس شمال إفريقية النمط للعرض والإرتداء خارج الخدمة في عام 1932. في مناسبات أخرى، كان يرتدي عادة لباس الخدمة الكاكي القياسي لجيش إفريقيا.
1. ↑  Liliane et Fred Funcken, page 24 "L'Uniforme et les Armes des Soldats de La Guerre 1939-45", Casterman 1972

### التكريم

#### تكريم المعركة
- الدار البيضاء 1908
- ستار 1914
- أرتوا 1915
- شمبانيا 1915
- فردان 1917
- لايسن 1918
- بيكاردي 1918
- السوم-بي 1918
- بلفيدار 1944
- غاريليانو 1944
- فوج 1944
- شتوتغارت 1945
- الهند الصينية 1947-1954

## قادة الجيش
- اللفتنانت كولونيل دوغان، قائد الفوج في لقب مؤقت في 29 سبتمبر 1914، ثم في لقب محدد في 25 ديسمبر 1914 وحتى 19 يناير 1916.
- 20 يناير-24 فبراير 1916: المقدم موريس
- 25 فبراير-28 يوليو 1916: اللفتنانت كولونيل داردين
- 1943-27 يناير 1944: العقيد رو  ⚔. قتل في معركة في يناير خلال المعارك في بلفيدار.

- 1944-1945: العقيد كيل

## الأعضاء البارزين
- الضابط في التدرب روبرت سوشغوين (1921-1944)  ⚔ ، 7 سبتمبر 1944
- الملازم الذي كان حينها الكابتن برنارد بي أوشكوت، رئيس مسعف من الكتيبة 1 الذي كان حينها رى يس مسعف الفوج، 1956-1957.

### ببليوغرافيا
- Le Bataillon du Belvédère, éd. Flammarion, Paris, 1953
- Héros de Tunisie. Spahis et tirailleurs d'Ahmed Bey 1er 1837 - 1957, éd. Cérès, Tunis, 2005
- Tunisiens héroïques au service de la France : l'épopée du 4e tirailleurs sur la front français. Guerre 1914-1918, Paris, 1939
- Sidi Brahim des neiges… Sur les traces du 4e régiment de tirailleurs tunisiens, éd. MC-Éditions, Carthage, 2008